# Електронен микроскоп
Електронният микроскоп е вид микроскоп, с чиято помощ се изследват обекти, невидими за обикновения оптичен уред - например клетъчни органели, вируси, протеини и т.н. Разделителната способност, получена от електронен микроскоп (около 0,25 nm), е значително по-добра от тази на оптичния микроскоп (около 0,2 μm). Максималното увеличение при модерните уреди достига до 1 000 000 пъти. Недостатъци на електронния микроскоп са липсващата пространствена представа за обекта, черно-бялото изображение и необходимостта за постигане на вакуум в камерата.

## Устройство
Картината на обекта при използването на електронен микроскоп се получава с помощта на електронен лъч. Свободните електрони се насочват по посока на пръстеновидни аноди. Вместо стъклени лещи се използват магнитни, които имат същата функция като стъклените при оптичния микроскоп. Освен това задължително е системата да се вакуумира, за да се предотврати отклоняването на електроните поради сблъскването им с молекулите на въздуха.

## Подготовка
Преди изследване обектът се обработва чрез различни вещества – процес, наречен химическо фиксиране. При електронния микроскоп се разглеждат мъртви клетки, а не живи, както при оптичния микроскоп. Тъй като обектите са невероятно малки (обикновено с дебелина около 50 nm), се използват специални уреди за рязане – ултрамикротоми. При разглеждането често се добавят контрастни вещества, които помагат за разпознаването на различните структури. Без тях изображението е бледо и се различава трудно.

## История
През 1924 г. френският физик Луи дьо Бройл работи върху представата, че движещата се материя притежава и вълнови качества. На тази основа през 1931 г. се появява първият електронен микроскоп, конструиран от немеца Ернст Руска. Необходимостта от развитие на техниките за фиксиране и рязане на биологични обекти е причина електронният микроскоп да намери приложение чак след 1950 г. Това довежда до революционни открития за финия строеж на клетката.

## Видове електронни микроскопи
- Сканиращ електронен микроскоп
- Трансмисионен електронен микроскоп
- Сканиращ трансмисионен електронен микроскоп